# Oranje Alternatief

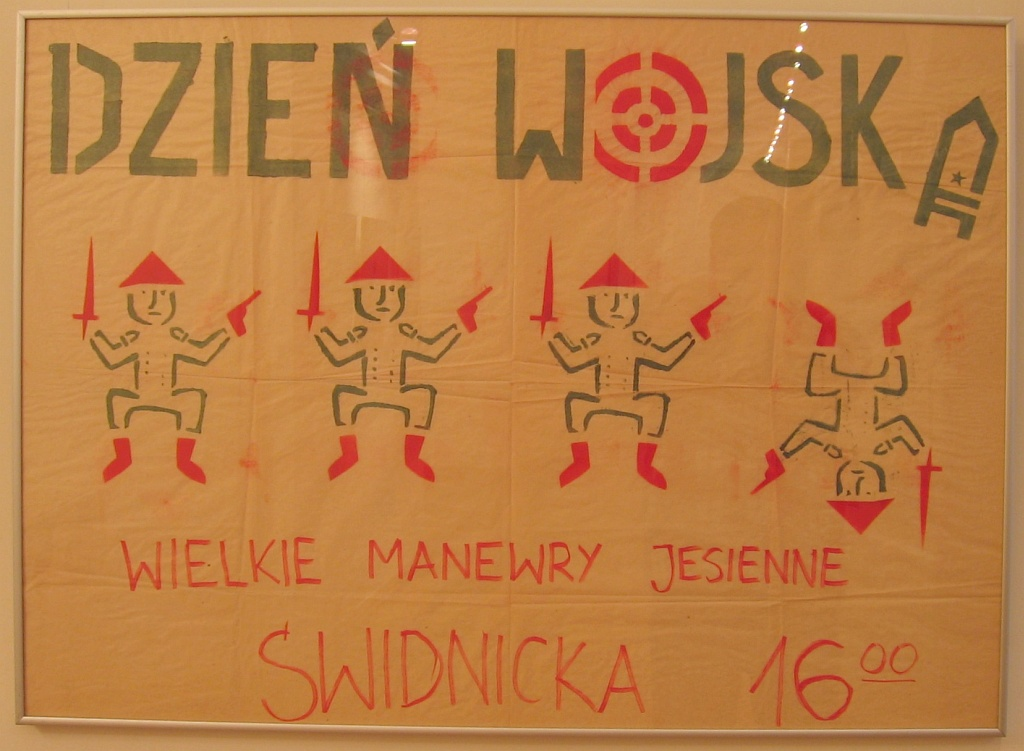
Aankondiging van een actie van Pomarańczowa Alternatywa (Dag van het Leger)

Oranje Alternatief (Pools: Pomarańczowa Alternatywa) is een Poolse anticommunistische oppositiegroep in Wrocław die uitgroeide tot een beweging die actief was in meerdere Poolse steden, hoofdzakelijk in de tweede helft van de jaren 80 van de 20ste eeuw. De naam refereert aan de traditie van de Nederlandse provo- en kabouterbeweging. Hoewel veel van de symbolen van de PA (de kleur oranje, de kabouters en het organiseren van happenings) werden "geleend" van de Nederlandse groeperingen, wordt het Oranje Alternatief beschouwd als een originele en creatieve beweging.
De naam refereert ook aan de toenmalige politisering van de samenleving en de opdringerige aanwezigheid van de kleur rood in de publieke ruimte in de vorm van rode vlaggen en vaandels. De bevolking voelde zich gesterkt door het besef dat er een alternatief bestond voor de rode werkelijkheid.

## Geschiedenis

### Het begin
Het Oranje Alternatief werd opgericht in het begin van de jaren 80 door enkele personen die verbonden waren met de oppositie in Wrocław, hoofdzakelijk personen uit de hippiebeweging. Waldemar Major Frydrych werd leider van de groep.
Het Oranje Alternatief was oorspronkelijk de naam van een blaadje dat uitgegeven werd tijdens de bezettingsstaking van een gebouw van de Universiteit van Wrocław, van september tot december 1981. In dit geschrift werd voor het eerst het socialistisch surrealisme gepresenteerd, dat later het belangrijkste theoretische wapen van de groep vormde.

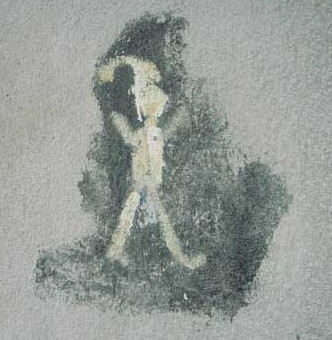
Kabouterschildering op een muur in Warschau

De eerste bekende actie was het schilderen van kabouters op de muren van de grootste Poolse steden. De eerste keer dat dit gebeurde was in de nacht van 30 op 31 augustus 1982 in Wrocław. Het verschijnen van kabouters en de daarbij geschilderde anticommunistische leuzen prikkelde de geest van de lokale bevolking. Sinds die tijd waren kabouterfiguren het symbool van het Oranje Alternatief.

### 1986-1990
Echte bekendheid verwierf de groep in de tweede helft van de jaren 80, toen de initiatiefnemers vele jonge mensen op de been brachten die teleurgesteld waren in de brave en stijve acties van de vakbond Solidariteit. Een spraakmakende actie was het uitdelen van (in die crisistijd schaars) toiletpapier tijdens het Open Theater Festival. Zelfs media in de Verenigde Arabische Emiraten spraken erover.
De eerste happenings van het Oranje Alternatief in Wrocław werden gehouden in 1986 en er zouden er nog minstens vijfentwintig volgen in de jaren '87 en '88. Op 1 juni 1988 werd de grootste happening gehouden, waaraan zo'n 15.000 mensen deelnamen (de Kaboutermars ter gelegenheid van de Kabouterrevolutie). Deze happenings hadden allemaal een echte of verzonnen feestdag als uitgangspunt, vaak officiële politieke evenementen. In Warschau heette de eerste happening "De Smurfen contra de Watergeesten". Ook in Łódź werden enkele happenings gehouden.
Hoewel de initiatiefnemers vaak anarchistische opvattingen uitten, waren de acties van het Oranje Alternatief niet ideologisch. Er werd geen enkel postulaat geuit, de geroepen leuzen waren eerder surrealistisch (bijvoorbeeld Leve Sorbovit (een bekende vruchtensiroop) en Geen vrijheid zonder kabouters). Deze leuzen moesten de absurditeit van het systeem blootleggen door middel van ironie.
Dankzij de open formule van de acties konden verschillende groepen en individuen zich erbij aansluiten, maar ook omstanders. Op iedere actie in die tijd kwamen enkele duizenden mensen af, waarvan een belangrijk deel toevallige voorbijgangers. De happening eindigden meestal met de arrestatie van de deelnemers, wat ertoe leidde dat iedereen werd opgepakt die oranje puntmutsen op had of anderszins iets oranje droeg.
Het Oranje Alternatief bracht ook folders uit, waarin op een lachwekkende manier de afgelopen acties werden beschreven en de deelnemers werden aangemoedigd om zelfbedachte quasi-artistieke terminologie te gebruiken.
In publieke uitspraken becommentarieerde leider Major de activiteiten van de groep:
- De mensen in het Westen weten meer over de situatie in Polen doordat ik gearresteerd ben voor het uitdelen van maandverband, dan door het lezen van boeken en artikelen van andere oppositieleiders.
- Hoe kan ik een agent serieus nemen die mij vraagt: "Waarom heeft U deelgenomen aan een illegale kabouterbijeenkomst?"

In 1988 sprak de bekende Poolse regisseur Andrzej Wajda zijn steun uit voor het Oranje Alternatief.

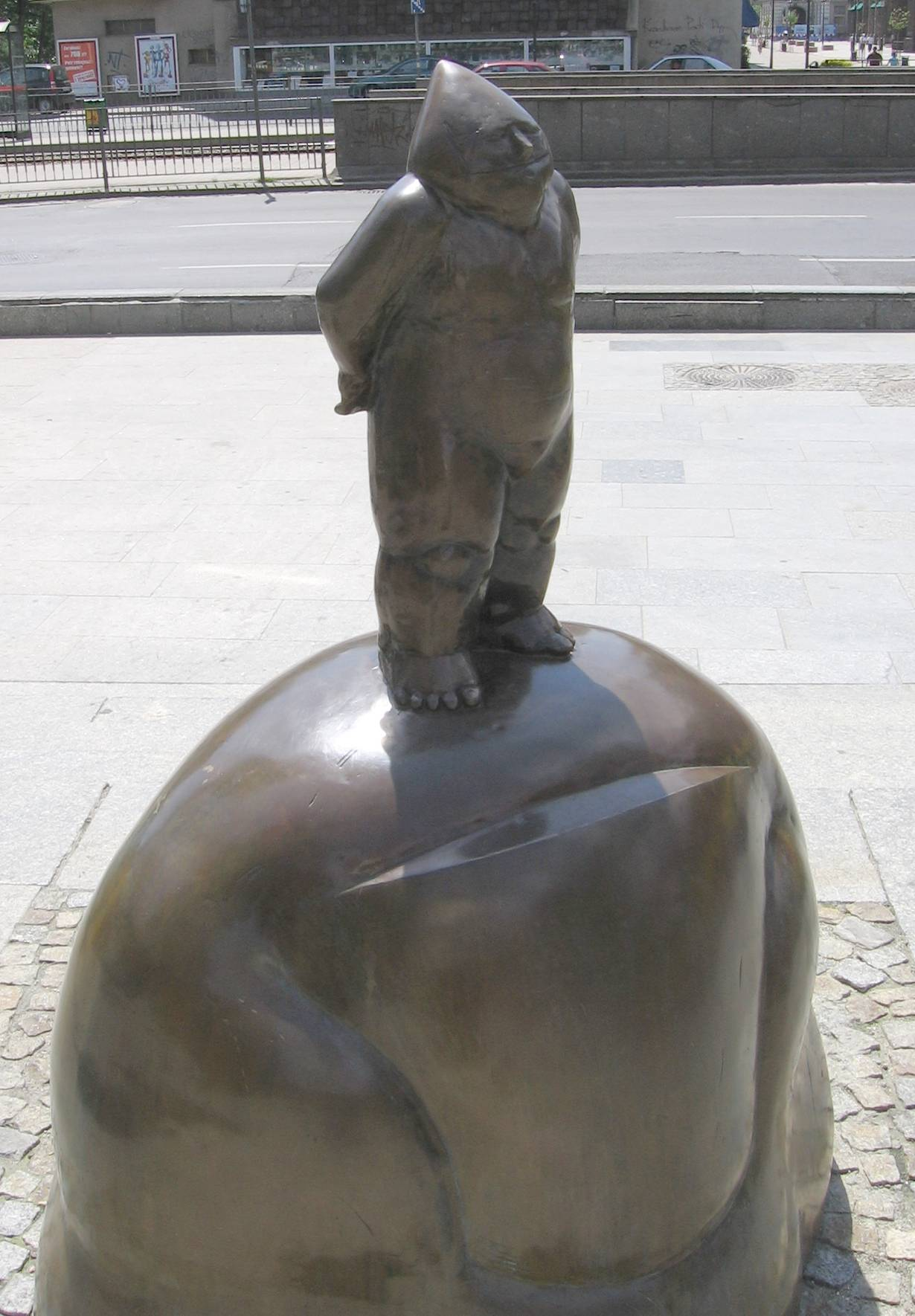
Standbeeld van een kabouter in Wrocław ter ere van het Oranje Alternatief

### na 1990
Na het vertrek naar Parijs van leider Major in 1990 beperkte het Oranje Alternatief haar activiteiten, maar liet af en toe nog van zich horen, zoals tijdens de oprichting van een standbeeld in Wrocław voor de slachtoffers van het Tiannanmen-protest.
In 2001 werd in Wrocław op een plek waar veel happenings plaatsvonden een door een tijdschrift gesponsord standbeeld neergezet dat een kabouter voorstelde, ter ere van het Oranje Alternatief. In de jaren daarna zijn er nog ongeveer honderdentwintig dergelijke beeldjes in de binnenstad neergezet, waarvan het aantal nog steeds stijgt.
.
Bij gemeenteraadsverkiezingen in 2002 haalde het Verkiezingscomité Oranje Alternatief slechts 500 stemmen. Ondanks die tegenslag was de kabouter aanvaard als symbool van de stad Wrocław, onder andere op souvenirs.
Waldemar Fydrych deed tijdens diezelfde verkiezingen een gooi naar de functie van burgemeester ("president") van Warschau. Deze gebeurtenis is verfilmd in de documentaire "Een kabouter als president" (Krasnoludek Presydentem) van Mirosław Dembiński.
In december 2004 organiseerde het Oranje Alternatief onder leiding van Major een serie happenings ter ondersteuning van de Oranjerevolutie in Oekraïne. De organisatoren reden in een oranje autobus van Warschau naar Kiev, waarbij ze een reeks Poolse en Oekraïense steden aandeden. Tijdens deze reis werd een 16 meter lange oranje sjaal gebreid, die in Kiev aan Viktor Joesjtsjenko werd aangeboden. Deze happenings zijn gefilmd voor de documentaire "De kabouters gaan naar Oekraïne" (Krasnoludki jadą na Ukrainę) van Mirosław Dembiński.
Van 23 tot 27 mei 2005 was in het gebouw van het Europees Parlement een expositie gewijd aan de activiteiten van het Oranje Alternatief.

## Bron
Een deel van deze tekst is een vertaling van het artikel op de Poolse Wikipedia.